# Список почётных граждан Комсомольска-на-Амуре
Почётный гражданин города Комсомольска-на-Амуре — почётное звание, присуждаемое за выдающиеся заслуги лица перед жителями Комсомольска-на-Амуре, высшая награда города.
Учреждено в мае 1967 года. Согласно "О Положении о звании «Почетный гражданин города Комсомольска-на-Амуре» в редакции от 9 января 2001 года:
- Присвоение звания «Почетный гражданин города Комсомольска-на-Амуре» проводится один раз в пять лет, за исключением случаев присвоения звания за проявленное мужество, смелость, отвагу, значительный вклад в развитие города Комсомольска-на-Амуре, и приурочивается к годовщине образования города.
- Представление о присвоении звания вносит глава города.

Его удостоены:
| Дата       | ФИО                            | примечание |
| ---------- | ------------------------------ | --- |
| 6.06.1967  | Гагарин, Юрий Алексеевич       | — первый космонавт, Герой Советского Союза |
| 6.06.1967  | Селютина, Евдокия Петровна     | — станочница деревободелывательного комбината, первостроитель 1932, Кавалер ордена Ленина                                                                     |
| 6.06.1967  | Пендрие Владимир Любимович     | — заслуженный врач РСФСР, первостроитель 1934 |
| 22.06.1972 | Андрианов Григорий Васильевич  | — первостроитель 1932 |
| 22.06.1972 | Смирнов Евгений Иванович       | — первостроитель 1932, старший диспетчер цеха завода Металлист                                                                                                |
| 22.06.1972 | Сосна Петр Поликарпович        | — первостроитель 1932, шофёр |
| 22.06.1972 | Сысоев, Пётр Михайлович        | — Герой Социалистического Труда |
| 7.06.1977  | Ополев Михаил Николаевич       | — заслуженный строитель, первостроитель 1932 |
| 7.06.1977  | Лякишев Михаил Федорович       | — первостроитель 1934 |
| 7.06.1977  | Маресьев, Алексей Петрович     | — Герой Советского Союза, первостроитель 1934 |
| 7.06.1977  | Лифатов, Алексей Петрович      | — первостроитель 1934, Первый заместитель председателя Госплана РСФСР, депутат Верховного Совета РСФСР                                                        |
| 19.01.1981 | Рюмин, Валерий Викторович      | — Дважды Герой Советского Союза, уроженец города, космонавт                                                                                                   |
| 11.05.1982 | Буряк, Александр Романович     | — посмертно, Первый секретарь ГК КПСС |
| 25.05.1982 | Скляренко Михаил Максимович    | — первостроитель 1932 |
| 25.05.1982 | Сырнев Сергей Сергеевич        | — первостроитель 1934 |
| 25.05.1982 | Харитоненко Георгий Андреевич  | — первостроитель 1932 |
| 25.05.1982 | Казаков Павел Макарович        | — первостроитель 1932, станочник деревообрабатывающего комбината № 2                                                                                          |
| 25.05.1982 | Голега, Пётр Поликарпович      | — Герой Социалистического Труда, фрезеровщик КнААПО |
| 25.05.1982 | Симоненко Владимир Артемович   | — первостроитель 1934 |
| 25.05.1982 | Гаврилюк Александр Леонтьевич  | — первостроитель 1932 |
| 25.05.1982 | Дорошева Мария Леонтьева       | — первостроитель 1932 |
| 2.06.1987  | Закорко Николай Ильич          | — первостроитель 1932, техник-технолог КнААПО |
| 2.06.1987  | Дулин Сергей Петрович          | — первостроитель 1932 |
| 2.06.1987  | Ищенко Петр Степанович         | — первостроитель 1932, Кавалер ордена Трудового Красного Знамени                                                                                              |
| 2.06.1987  | Рублев Иван Павлович           | — Первый пионер, Участник ВОВ, Кавалер ордена Знак Почёта, мастер завода Амурсталь                                                                            |
| 2.06.1987  | Бурцев, Владимир Иванович      | — Кавалер ордена Ленина и ордена Дружбы народов, Лауреат Государственной премии СССР, фрезеровщик КнААПО                                                      |
| 18.12.1990 | Хлебников, Геннадий Николаевич | — первостроитель 1934, член Союза писателей России. |
| 25.06.1991 | Кучмин, Юрий Захарович         | — ветеран труда, директор Амурского судостроительного завода                                                                                                  |
| 18.03.1993 | Ли Гирсу                       | — член Союза художников РФ |
| 18.08.1994 | Борисов Анатолий Семенович     | — Главный энергетик КнААПО |
| 5.06 2000  | Бойко Валентин Михайлович      | — Первый заместитель генерального директора Дальстрой |
| 5.06.2000  | Рожко, Нина Фёдоровна          | — директор школы № 51 с 1968 по 2001 год, Народный учитель СССР                                                                                               |
| 31.05.2002 | Меркулов, Виктор Иванович      | — бывший директор авиационного объединения |
| 31.05.2002 | Михалёв, Владимир Петрович     | — глава города |
| 31.05.2002 | Чепалова, Юлия Анатольевна     | — спортсменка, трёхкратная олимпийская чемпионка, двукратная чемпионка мира                                                                                   |
| 25.05.2007 | Котовский Владислав Борисович  | — заслуженный машиностроитель РФ, почетный авиастроитель |
| 25.05.2007 | Путятин Геннадий Георгиевич    | — инженер-технолог завода «Амурлитмаш», создатель и руководитель клуба юных моряков «Алые паруса»                                                             |
| 16.05.2012 | Ивлева, Надежда Семёновна      | — член Союза художников РФ, автор мемориала в память о комсомольчанах, павших в годы Великой Отечественной войны, памятников и скульптурных композиций города |
| 16.05.2012 | Ончуров Борис Семёнович        | — почётный энергетик РФ, бывший директор Комсомольских тепловых сетей                                                                                         |
| 16.05.2012 | Шпорт, Вячеслав Иванович       | — бывший главный инженер КнААПО, Губернатор Хабаровского края В 2009 - 2018 гг.                                                                               |